# Flammstarteinrichtung
Eine Flammstarteinrichtung (auch Flammstartanlage, oder Flammanlage) ist eine Kaltstarthilfe für größere Dieselmotoren. Die Gründe für den Einsatz einer solchen Kaltstarthilfe sind dieselben wie bei Glühkerzen, nämlich dass die Kompressionswärme nicht ausreicht, um den eingespritzten Kraftstoff sicher zu entflammen. Die Vorwärmung der angesaugten Luft verbessert dies.
Obwohl der Einsatz einer Flammstarteinrichtung bei Nutzfahrzeugen nur bei extremer Kälte unter −20 °C zum Anspringen erforderlich ist, werden die Einrichtungen auch bei höheren Temperaturen aktiviert, um die Emissionen, insbesondere Kohlenwasserstoffe, zu verringern und die Startzeiten zu verkürzen. In Pkw werden keine Flammstarteinrichtungen verwendet.

## Aufbau
Die Flammstarteinrichtung wird in zwei Bauarten eingesetzt: als kompakte Flammglühkerze mit Verdampferrohr und Glühkerze für den Einsatz in Motoren von 4–10 l Hubraum, oder bei Motoren über 10 l als Flammanlage, die aus Brennkammer, Düse, Magnetventil, Glühstiftkerze, Glühsteuergerät und Kontrollleuchte besteht.

## Funktion
Ist die Kühlmitteltemperatur unter 10 °C abgesunken, wird die Flammstarteinrichtung automatisch mit der Drehung am Zündschlüssel auf „Fahrtstellung“ eingeschaltet. Nach Ablauf der spannungsabhängigen Vorglühphase von 20 bis 25 Sekunden ist sie betriebsbereit und der Motor kann gestartet werden. Über die Vorförderpumpe wird die Flammstartanlage mit gefiltertem Kraftstoff versorgt. Der in die Flammanlage eingespritzte Kraftstoff entzündet sich an der heißen Glühstiftkerze. Somit erwärmt sich die vorbeiströmende Luft kurzfristig auf bis zu 800 °C. Damit werden die Zündbedingungen in allen Zylindern deutlich verbessert.
Zur Steuerung der Kraftstoffzufuhr ist in der Kraftstoffzuleitung vor der Flammglühkerze ein vom Glühsteuergerät geschaltetes Magnetventil eingebaut, bei der Flammanlage mit Brennkammer ist das Magnetventil in der Flammanlage integriert.  Das Glühsteuergerät überwacht im Rahmen der On-Board-Diagnose die Glühstiftkerze, das Magnetventil sowie die Kabelverbindungen. Tritt ein Fehler auf, wird dies dem Fahrer über eine Kontrollleuchte oder ein Display mit einem Fehlercode angezeigt.